# Lombardia (ariete torpediniere)
La Regia Nave Lombardia è stata una unità della Regia Marina della classe Regioni che ha operato tra la fine del XIX secolo e l'inizio del XX secolo.

## Storia
La nave è stata realizzata nel Regio cantiere navale di Castellammare di Stabia. La nave impostata sugli scali il 19 novembre 1888, varata il 12 luglio 1890 e consegnata alla Regia Marina a Napoli il 16 febbraio 1893 al comando del Capitano di fregata Michele Zattera. Inizialmente classificata come ariete torpediniere, al momento del varo la nave venne riclassificata incrociatore corazzato di 3ª classe.
Dopo una crociera in Marocco e nei Dardanelli, la nave il 17 ottobre 1895 parti per una crociera nell'America meridionale raggiungendo Bahia il 18 novembre e Rio de Janeiro il 17 dicembre dove però era in corso una epidemia di febbre gialla che stava mietendo migliaia di vittime tra la popolazione. Con spirito di altruismo e solidarietà l’equipaggio della nave si adoperò per soccorrere gli ammalati, ma ben 137 marinai morirono per aver contratto la febbre gialla. Tra i morti il Comandante Olivari, che fu dei primi a soccombere, varii ufficiali e quasi tutti i sottufficiali, macchinisti e fochisti e il medico di bordo Fermo Zannoni, noto per essere campione di scacchi. A ricordo del loro sacrificio, il Circolo Operaio e la Società Italiana di Beneficenza e di Mutuo Soccorso di Rio de Janeiro, nel 1901 eressero nel cimitero di Cajù, un monumento, un obelisco sormontato da una statua rappresentante l'Italia con alla base un'altra statua di un marinaio con la bandiera ammainata, che da più di un secolo testimonia l'eroismo dei marinai della nave italiana. Alcuni marinai furono insigniti di onorificenze. Dopo una quarantena nell'Isola Grande, l’unità fece ritorno a La Maddalena il 15 maggio 1896. Durante la quarantena all'Isola Grande gli ammalati vennero assistiti dai salesiani.
Dopo alcune crociere nel Mediterraneo, il 15 ottobre 1902 la nave salpò per la Cina ove era scoppiata la cosiddetta rivolta dei Boxer, stazionando in quelle acque fino al 1903 e al rientro dalla Cina si recò diverse volte nel Mar Rosso, dal 1903 al 1905, presso il Comando della Stazione Navale del Mar Rosso e Oceano Indiano, sempre per tutelare gli interessi nazionali nelle colonie italiane nel Corno d'Africa.
L’11 maggio 1905 il Lombardia ha assunto il comando della Forza Navale del Levante, al comando del Capitano di Vascello Onorato Buglione di Monale, stazionando a Creta assieme alla corazzata Sardegna, comandata da Capitano di Vascello Enrico Nicastro, all’ariete torpediniere Giovanni Bausan, al comando del Capitano di vascello Arturo Rolla, e all'incrociatore torpediniere Minerva al comando del Capitano di fregata Antonio Nagliati. Tale decisione fu presa in occasione della Rivolta Therisos guidata da Eleutherios Venizelos.
Tra il 1905 e il 1908 la nave fu adattata a nave appoggio sommergibili, stazionando nelle basi del Tirreno e durante la guerra italo-turca e la prima guerra mondiale, svolse sempre tali funzioni nelle basi dell’Adriatico e del Tirreno. La nave fu radiata e demolita nel 1920.